# Friederike Westphal
Friederike E. Westphal, auch Friederike Westphal-Hamburg (* 22. Juli 1822 in Schleswig; † 28. Juni 1905 in Hamburg), war eine schleswig-holsteinische Porträt- und Genremalerin. Sie zählt zu den vergessenen Künstlerinnen des 19. Jh. in Dänemark und Deutschland.

## Leben

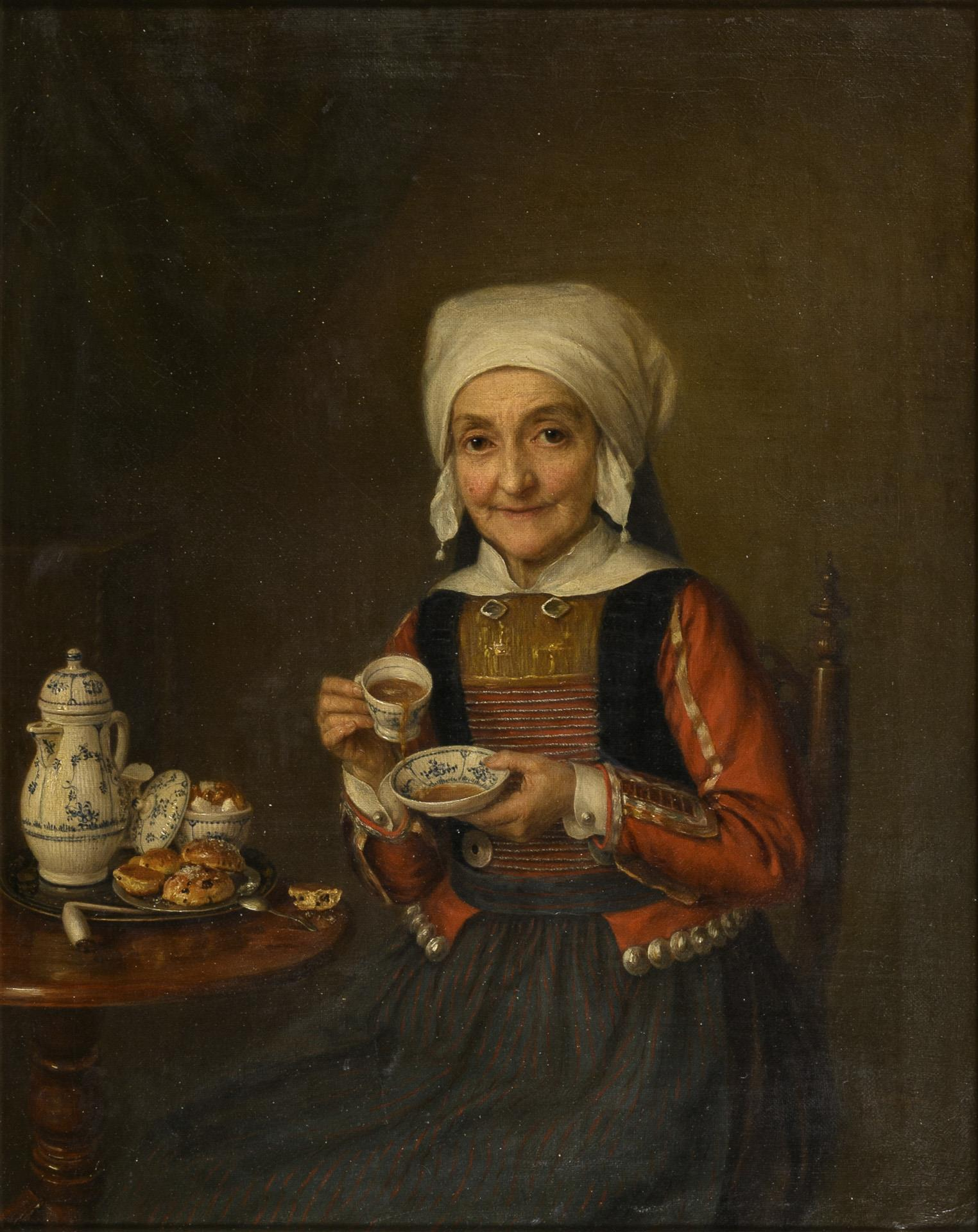
Friederike Westphal: Bildnis einer Ostenfelderin, 1865

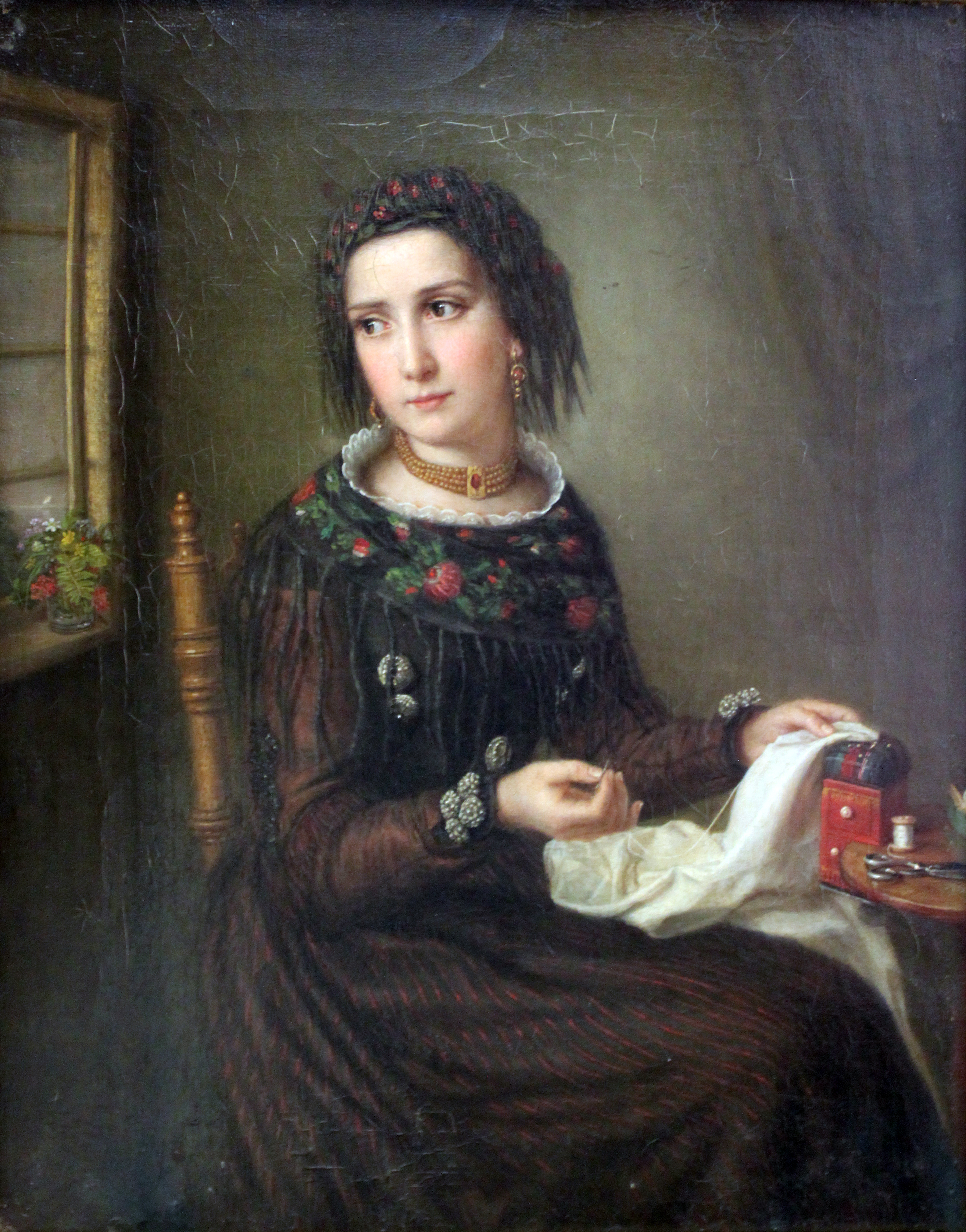
Friederike Westphal: Bildnis einer Nordfriesländerin, 1878

Friederike Westphal wurde als Tochter des Klempners Friedrich Christian Westphal und seiner Frau Margarethe geb. Michelsen in Schleswig geboren. Ihr Talent wurde früh erkannt, ein Unterricht bei Andreas August Goos (Schüler von Johann Heinrich Wilhelm Tischbein) in Pinneberg ist früh nachweisbar. Der Schleswiger Genremaler und Illustrator Friedrich Bernhard Westphal (1803–1844) war ihr naher Verwandter.
Ab 1844 war sie in Ausstellungen mit Bildern und Porträts vertreten. Auf Vermittlung des Generalsuperintendenten Christian Friedrich Callisen kam sie über die Familie des Bildhauers Herman Wilhelm Bissen nach Kopenhagen. Im Jahr 1846 war sie für mehrere Monate Privatschülerin von Christoffer Wilhelm Eckersberg, den sie porträtieren durfte.
Durch politische Umstände kehrte sie 1848 zurück zu ihren Eltern in Pinneberg, kehrte jedoch nach Kopenhagen zurück. 1854–55 war sie Malerin in der Königlichen Porzellanmanufaktur Kopenhagen.
Obwohl sie 1856 wieder bei ihren Eltern in Pinneberg lebte, blieb sie Kopenhagen eng verbunden. Ab 1855 war sie mit Werken in den Kunstausstellungen der Königlichen Akademie Kopenhagen vertreten, was für eine Frau in der Zeit nicht selbstverständlich war.
Bereits ab 1857 entstanden umfangreiche Trachtenserien, zunächst in Aquarell, später in Öl. Die Serien umfassten im Wesentlichen Darstellungen mit schleswig-holsteinischen bzw. Hamburger Trachten.
Im Jahr 1861 erwarb der dänische König Friedrich VII. Junges Mädchen mit Erdbeeren. Durch seine Vermittlung erhielt sie ein Stipendium der Königlichen Akademie, ebenso vermittelte er sie nach Großbritannien. Während ihres Aufenthalts, zusammen mit ihrer Mutter, durfte sie Königin Viktoria, sowie deren Schwiegertochter Alexandra von Dänemark, porträtieren.
Nach 1861 führte sie ein eher unstetes Leben. Sie lebte und arbeitete in Dresden, Kassel, Hannover und Schlesien, danach zurück in Schleswig und Flensburg. In dieser Zeit entstanden eine Vielzahl von Porträts von Gutsbesitzern und Familien des Landadels.
Zum Lebensunterhalt erteilte sie auch Mädchen und Frauen Malunterricht. Zuletzt ließ sie sich in Hamburg nieder.
In den 1890er Jahren schloss sie sich den Siebenten-Tags-Adventisten an.
Im Jahr 1901 beschickte sie letztmals die Schleswig-Holstein Kunstausstellung mit acht Gemälden.

Im Jahr 1902 kommt es im Kunstverein in Hamburg, am Neuen Wall, zu einer einzig nachweisbaren als Retrospektive bezeichneten Einzelausstellung ihrer Werke zu ihren Lebzeiten. Der Hamburgische Correspondent bemerkt dazu:
„Ihre feinsinnigen Werke verdienen aber auch jetzt noch Beachtung. Mit Recht rühmte einst die dänische Königin Karoline Mathilde [gemeint ist Caroline Charlotte Marianne Herzogin zu Mecklenburg-Strelitz] in einem eigenhändigen Brief an die Künstlerin deren ‚seltenes Talent, den rechten Seelenausdruck wiederzugeben‘. Es bleibt den Kunsthistorikern überlassen, den besten Werken dieser Dame in den Annalen der Kunstgeschichte und in den heimischen Galerien den ihr gebürenden Platz zu ertheilen.“
Hochbetagt starb sie im Juni 1905 in Hamburg und wurde am 2. Juli 1905, nach Trauerfeier in der 5. Kapelle (zerstört 1940), auf dem Friedhof Hamburg-Ohlsdorf bestattet.

## Würdigung
Das Leben und Werk von Friederike Westphal gilt als weitestgehend unerschlossen, z. B. sind Einzelausstellungen oder Retrospektiven in Dänemark oder Deutschland, nach 1902, nicht nachweisbar.

## Werke (Auswahl)
- „Bildnis des Herrn Schadl“, ca. 1844[1]
- „Bildnis des Generalsuperindenten Christian Friedrich Callisen“, in Öl, ca. 1845, heute Museum Schloß Frederiksborg in Hillerød (DK)[1]
- „Bildnis des Christoffer Wilhelm Eckersberg vor einen Relief von Bertel Torvaldson“, Kopenhagen 1846[1]
- „Bildnis der Elisabeth Eckersberg“ (Tochter von C.W. Eckersberg), Kopenhagen 1846[1]
- „Gruppenbildnis meiner Eltern und Geschwister“, 1847[3][4]
- „Junges Mädchen mit Erdbeeren“ (da. „Ung pige med jordbær“)[1]
- „Galeriediener in Kopenhagen“, ca. 1860, heute im Städtischen Museum Flensburg[1]
- „Bildnis von Friedrich VII. König von Dänemark“ (da. „Portræt Frederik 7. konge af Danmark“)[1]
- „Bildnis der Königin Viktoria“[1][2]
- „Vierländer Blumenmädchen“, ca. 1861[1]
- „Helgoländerin am Spinnrad“, ca. 1865[1]
- "Hessin mit ihrem Kinde" 1870, Bäuerin in Schaumburger Tracht, Deutsches Bernsteinmuseum im Kloster Ribnitz
- „Nordfriesländerin bei der Handarbeit“, ca. 1878[1]
- „Bildnis Wilhelm Ernst Erbprinz von Sachsen-Weimar-Eisenach“ später Großherzog zu Sachsen[1]
- „Meine Mutter“ (zwei Fassungen)[1]
- „Oberbürgermeister F. C. Toosbüy“, ca. 1898[1]